# Джонни Ребел
Джо́нни Ре́бел (англ. Johnny Rebel; настоящее имя Кли́ффорд Джо́зеф Трэйхэ́н; англ. Clifford Joseph Trahan; также известен как Pee Wee Trahan; 25 сентября 1938, Мосс-Блафф, штат Луизиана, США — 3 сентября 2016, Рэйн, штат Луизиана, США) — американский кантри-музыкант.

## Биография
Его песни с самого начала отражали симпатию к ультраправым организациям наподобие ККК. Первые двенадцать песен были созданы между 1966 и 1969, когда на своём пике было движение за гражданские права чернокожих в США. В первый релиз вошли такие песни как: Nigger, Nigger, In Coon Town, Who Likes a Nigger?, Nigger Hatin' Me, Still Looking for a Handout, Some Niggers Never Die (They Just Smell That Way), Stay Away from Dixie, Move Them Niggers North. В 1976 году его песня Lâche pas la patate (The Potato Song), в исполнении Jimmy C. Newman получила в Канаде «золотой» статус (gold record). После долгого перерыва Трэм возвращается как Джонни Ребел и выпускает новый сингл, посвящённый событиям 11 сентября в Нью-Йорке — Infidel Anthem.
В 2003 году выпускает альбом It's The Attitude, Stupid!. Джонни Ребел старался избегать фотокамер, по его словам, он не знал, как в Интернете появились его фотографии. Однако, в 2015 году, Джонни Ребел появился на канадском шоу Acadie Black and White, где отстаивал свои песни и взгляды на расу. Владел автошколой в Кроули, штат Луизиана, которую он передал своему сыну в 2008 году. Умер на 77-м году жизни 3 сентября 2016 года в штате Луизиана.

## Влияние
- Группа Landser записала кавер-версию песни In Coon Town.
- В фильме Криспина Гловера «Что это?» (2005) песня Some Niggers Never Die (They Just Smell That Way) звучит в сцене выполнения обнажённой афроамериканкой в маске обезьяны массажа лингама инвалиду-колясочнику.
- В мультсериале «Гетто» (сезон 3, серия 4) Джонни Ребел пародируется под именем Джимми Ребела.